# Movimento superluminal
Na astronomia, o movimento superluminal é o movimento aparentemente mais rápido que a luz visto em algumas radiogaláxias, objetos BL Lacertae, quasares, blazares e recentemente também em algumas fontes galácticas chamadas microquasars. Todas essas fontes são consideradas como um buraco negro, responsável pela ejeção de massa em altas velocidades. Os ecos de luz também podem produzir um movimento superluminal aparente.